# لوک فاستر
لوک فاستر (انگلیسی: Luke Foster؛ زادهٔ ۸ سپتامبر ۱۹۸۵) بازیکن فوتبال اهل بریتانیا است.
از باشگاه‌هایی که در آن بازی کرده‌است می‌توان به باشگاه فوتبال شفیلد ونزدی، باشگاه فوتبال منزفیلد تاون، باشگاه فوتبال یورک سیتی، باشگاه فوتبال پرستون نورث اند، باشگاه فوتبال روترهام یونایتد، باشگاه فوتبال آکسفورد یونایتد، باشگاه فوتبال لینکولن سیتی، باشگاه فوتبال استالی‌بریج سلتیک، باشگاه فوتبال آلفرتون تاون، باشگاه فوتبال استیونج، باشگاه فوتبال ماتلوک تاون، باشگاه فوتبال ساوتپورت، و باشگاه فوتبال هروگیت تاون اشاره کرد.
وی همچنین در تیم ملی فوتبال England C بازی کرده‌است.